# Camponotus socrates
Camponotus socrates är en myrart som beskrevs av Auguste-Henri Forel 1904. Camponotus socrates ingår i släktet hästmyror, och familjen myror. Inga underarter finns listade.